# Sucodru
Sucodru (în croată Jesenovik) este sat în nord-estul peninsulei Istria, Croația, locuit în cea mai mare parte de istroromâni.  Etimologic, numele derivă de la "sub" și "codru", al doilea putând să însemne în istroromână fie pădure, fie munte și care denotă, de altfel, poziția geografică a localității, situată la poalele unui deal împădurit.